# Hemicloeina humptydoo
Hemicloeina humptydoo là một loài nhện trong họ Trochanteriidae. Loài này phân bố ở Noordelijk Territorium.